# Nossa Senhora do Rosário (Santo Antão)
Nossa Senhora do Rosário é uma freguesia de Cabo Verde. Pertence ao concelho de Ribeira Grande e à ilha de Santo Antão. A sua área coincide com a Paróquia de Nossa Senhora do Rosário, e o feriado religioso é celabrado a 7 de outubro, dia da Nossa Senhora do Rosário.

## Aldeias
- Fajã Domingas Benta
- Lombo Branco
- Lugar de Guene
- Monte Joana
- Pinhão
- Ribeira Grande
- Sinagoga
- Xoxo